# Parlamentul European al Tinerilor
Parlamentul European al Tinerilor (EYP), fondat în 1987, este o organizație europeană de reprezentare a tinerilor din statele membre. EYP promovează dimensiunea europeană în educatie și oferă posibilitatea elevilor/studenților, care fac parte din grupa de varstă 16-22, să participe la o experientă practică și pozitivă de învățare.

## Descriere
Fundatia Heinz-Schwarzkopf "Tanara Europă" este cea care se ocupa de Parlamentul European al Tinerilor, de activitatile internationale si de managementul activitatilor desfasurate.
EYP constituie un forum în care tinerii își pot exprima parerile, fara nici o conotație politică și fara să apeleze la interpretarea de rol. Studenții sunt încurajați sa se implice în problemele curente și în procesul democratic, să practice o gândire independentă și sâ aibă inițiativă personală.
EYP organizează în fiecare an 3 sesiuni internaționale cu o durata de 9 zile fiecare. Acestea au loc de fiecare data într-o alta țară europeană și reunesc 250-300 studenți și profesori din Europa (in cel mai larg sens), nu numai din cele 27 de state membre. 
Ideea de baza a unei sesiuni este ca delegații se reunesc în comitete multi-nationale, fiecare comitet discutând o anumită problemă. Participând la 'Teambuilding', delegații se reunesc în comitete în care adopta o rezoluție pe problemă respectivă, care mai apoi este dezbătută în cadrul Adunării Generale.

## Țări participante
Albania, Austria, Belarus, Belgia, Bulgaria, Croația, Cipru, Republica Cehă, Danemarca, Elveția, Estonia, Finlanda, Franța, Georgia, Germania, Grecia, Irlanda, Italia, Letonia, Lituania, Macedonia, Malta, Marea Britanie, Olanda, Norvegia, Polonia, Portugalia, România, Rusia, Serbia, Muntenegru, Slovenia, Spania, Suedia, Turcia, Ucraina, Ungaria, Azerbaijan, Republica Moldova.